# 指南針航空 (澳洲)
指南针航空（英語：Compass Airlines）仅于1990年代早期在澳大利亚运营了两段较短的时间。两段时期互相并没有关联，公司管理和机队都互相独立。

## 历史
澳大利亚指南针航空运营第一段时期的自身定位为廉价航空，建立于1990年澳大利亚对航空业解除管制。在解除管制之前的澳大利亚两大航空业巨头——澳洲安捷航空和国营的跨澳航空完全是得益于《两个航空公司政策（Two Airlines Policy）》的存在。该政策严重阻碍了新兴航空公司在澳大利亚的法阵。澳大利亚指南针航空的出世很大程度上限制了上述两家巨头的发展。